# Moritz Schiff
Moritz Josef Schiff (ur. 28 lutego 1823 we Frankfurcie nad Menem, zm. 6 października 1896 w Genewie) – niemiecki fizjolog żydowskiego pochodzenia. Był pionierem nowoczesnej, eksperymentalnej fizjologii.

## Życie prywatne
Studiował biologię i medycynę w Heidelbergu, poświęcając się przede wszystkim anatomii porównawczej i fizjologii. Studia kontynuował w Berlinie oraz w Getyndze u Rudolfa Wagnera. Po obronie doktoratu w Getyndze w 1845 osiadł we Frankfurcie jako lekarz ogólny, prowadził badania fizjologiczne we własnym laboratorium, a także na zasadzie wolontariatu kierował działem ornitologicznym Muzeum Senckenberga. W młodości Schiff był czynnym uczestnikiem Wiosny Ludów. Ze względu na liberalne, postępowe poglądy został lekarzem powstańczych oddziałów w czasie powstania badeńskiego. W późniejszym okresie był przez to szykanowany przez władze i zmuszony do emigracji. W 1856 roku objął stanowisko profesora nadzwyczajnego anatomii porównawczej na Uniwersytecie w Bernie. Po odrzuceniu nominacji na stanowisko profesora fizjologii w Jenie w 1859, jego dziedzina nauczania została poszerzona o anatomię patologiczną. W 1862 roku został mianowany profesorem fizjologii w Istituto di Studii Superiori we Florencji, opuścił Florencję w 1876 roku i objął katedrę fizjologii na Uniwersytecie Genewskim, którą zajmował aż do śmierci. Był Komandorem Orderu Korony Włoch.

## Odkrycia
W podręczniku Lehrbuch der Physiologie des Menschen z 1858 r. opisał zjawisko medyczne, opisane powtórnie w 1898 r. przez laureata Nagrody Nobla Charlesa Scotta Sherringtona. Obecnie nazywane jest ono zjawiskiem Schiffa-Sherringtona.